# По ту сторону волков
«По ту сторону волков» — российский телесериал, снятый по мотивам одноимённой повести Алексея Биргера в 2002 году.

## Сюжет
Весной 1946 года в одну из деревень Московской области прибыл эшелон с трофеями из Германии, предназначенный для Василия Сталина. Эшелон разгрузили, разместив содержимое на расположенных рядом с железнодорожной станцией складах, которые оставили безо всякой охраны, что, возможно, было вызвано происками МГБ СССР и лично его руководителя Лаврентия Берии. Местное население, убедившись в отсутствии караульных, принялось красть имущество.
Вскоре в окрестностях деревни стали происходить загадочные убийства. Жертв с ужасными рваными ранами находили местные жители, и по деревне поползли слухи о появлении волка-оборотня. Третьей по счёту жертвой неизвестного убийцы стал местный участковый Полетаев. На место погибшего МВД прислало старшего лейтенанта Сергея Высика, бывшего фронтовика. Высику приказано обезвредить кровавого убийцу и пресечь антисоветские слухи об оборотне.
Вскоре во время обхода складов Высик поймал мальчика, укравшего уголь для нужд своей семьи. Он отводит его к родителям, супругам Твороговым, и делает им предупреждение. Вечером того же дня Высик задерживает в деревенском клубе известного местного конокрада и вступает в переговоры с его сообщниками. Те заявляют, что временно прекратят красть коней с местного конезавода, пока не разрешится история с оборотнем, в обмен на освобождение их товарища. После этого участковый, услышав волчий вой, верхом на коне поскакал в лес, где ему удалось ранить неизвестного. Утром, придя на место ночной схватки, он обнаружил лужу крови и следы, которые, перейдя из волчьих в человеческие, обрывались у могилы графа, умершего ещё до Октябрьской революции. Высик обращается к местному врачу Игорю Голощёкову, который берёт анализ крови и отвозит в Москву. Анализ показывает, что кровь принадлежит недавно родившей молодой волчице.
Вскоре Высик узнаёт, что у Голощёкова живёт в сарае «Маугли» — человек, которого воспитала волчья семья и который абсолютно не приспособлен к жизни среди людей. Как выяснилось, он сбежал из того самого трофейного эшелона, а вместе с ним из клетки вырвалась и семья волков, которая его воспитала. Вскрыв могилу графа, Высик обнаружил там мёртвую волчицу, однако кто-то столкнул его внутрь и закрыл бетонную плиту. Внутри могилы милиционер обнаружил складскую учётную книгу.
Вечером того же дня в дом местного гармониста, инвалида Николая, приходит неизвестный,  и требует у хозяина складскую учётную книгу, которая должна была быть у его брата, сторожа складов, неожиданно исчезнувшего незадолго до описываемых событий. Гармонист заявляет, что не имеет представления, где бы могла находиться книга. Неизвестный стреляет ему в ногу из пистолета, заряженного серебряными пулями. Тогда Николай вспоминает, что его брат имел тайник в заброшенной усадьбе, но где конкретно, он не знает. Утром в деревне раненого Николая принимают за оборотня, в которого стрелял Высик, и милиционеру чудом удаётся предотвратить расправу местных жителей над инвалидом. В подвале дома гармониста обнаружили склад оружия, и Николай был арестован за его хранение.
Считая, что оборотнем является кто-то из местного начальства, Высик предложил своему непосредственному начальнику проверить его версию, но его предложение оборачивается решением милицейского руководства арестовать всё районное начальство. В числе арестованных оказались директор конезавода и врач Голощёков. Во время ареста Голощёкова «Маугли» бросается на полковника милиции, и тот убивает его. Местный бухгалтер и уполномоченный по сиротам Анатолий Тяпов во время ареста бежал, убив солдата. Высик, понимая, что именно Тяпов является убийцей, тем не менее не может добиться освобождения остальных. Тяпов скрывается где-то в окрестных лесах. Узнав от местных жителей, что кто-то с фонарём уже две ночи ходит в заброшенной усадьбе, Высик принимает решение встретиться с незнакомцем и обменять учётную книгу на свободу для Голощёкова. Сделка происходит успешно, при этом неизвестный предъявляет удостоверение сотрудника ВВС СССР и дарит Высику одну из серебряных пуль, которыми заряжен его пистолет. Когда Высик уходит, на неизвестного пытается напасть Тяпов, однако первый тремя выстрелами убивает бывшего бухгалтера и забирает с трупа орудие всех убийств — железную перчатку с лезвиями на пальцах и на тыльной стороне, которую Тяпов украл из эшелона. Высик же, идя домой, подвергся нападению волка-самца, которого удалось застрелить лишь с помощью серебряной пули.
Неизвестный выполнил своё обещание, и Голощёков вскоре вышел на свободу. Сам же Высик объявил деревенским жителям, что оборотня больше нет и теперь его цель — ликвидировать промышляющую в районе банду Сеньки Кривого. При этом пообещал лично убить последнего.
Параллельно с основной сюжетной линией фильма у Высика развивается роман с Ларисой Твороговой, однако та, имея мужа и сына, отвергает его ухаживания, и в конце картины со всей семьёй уезжает из деревни. На прощание Высик дарит свой нож сыну Твороговой. Фильм заканчивается тем, что Высик приезжает к складам, вещи с которых загружают в эшелон, и видит там того самого неизвестного чекиста с учётной книгой в руках, а также оцепивших место погрузки солдат охранения с голубыми погонами и эмблемами ВВС в петлицах.

## В ролях
- Владислав Галкин — старший лейтенант Сергей Матвеевич Высик
- Александр Балуев — бухгалтер и уполномоченный по сиротам Анатолий Мартынович Тяпов
- Валентин Гафт — врач Игорь Алексеевич Голощёков
- Алексей Гуськов — «особист»
- Иван Бортник — инвалид Николай Лукьянович Клопов
- Сергей Гармаш — бывший командир полка Творогов Пётр Захарович
- Лариса Шахворостова — Лариса Творогова
- Павел Деревянко — парализованный инвалид Володя
- Нина Усатова — молочница Никитична[1]
- Михаил Полицеймако — конокрад Гришка
- Ольга Остроумова — Мария Голощёкова
- Пётр Томашевский — конокрад Михась
- Леонид Громов — директор конезавода (озвучивает Сергей Чонишвили)
- Игорь Афанасьев — сын Твороговых
- Лидия Ледяйкина — жена инвалида Николая
- Александр Мезенцев — оперуполномоченный
- Леонид Тимцуник — «Маугли»

## Съёмочная группа
- Автор сценария — Алексей Биргер, Тимур Сейфи, Александр Аравин
- Режиссёр — Владимир Хотиненко
- Оператор — Илья Дёмин
- Композитор — Александр Пантыкин
- Продюсеры — Анатолий Максимов, Константин Эрнст, Иннокентий Малинкин, Владимир Лебедев

## О фильме
Сериал был снят на киностудии «Мосфильм» и в 2002 году показан по Первому каналу. В фильме использовалась песня «Клён ты мой опавший, клён заледенелый…» на стихи Сергея Есенина в исполнении группы «Чайф». Кроме того, в нём прозвучали стихи Уистена Хью Одена (в переводе Алексея Биргера) и Валентина Гафта.
Волки, которые снимались в фильме, принадлежат москвичке Зосе Рожченко, владелице домашнего зоопарка.
Фильм снимался в городе Торопец Тверской области.
Существует 12-серийное продолжение — «Ключи от бездны». Вместо Владислава Галкина главную роль там сыграл Михаил Пореченков. Премьера сериала состоялась в апреле 2004 года на канале «Россия».

## Награды
- IV Международный телекинофорум «Вместе» (2003) — приз «Лучший режиссёр» и приз «Лучший актёрский ансамбль»[4]